# Коричник китайский
Кори́чник кита́йский, или Ка́ссия (лат. Cinnamómum aromáticum) — вечнозелёное дерево, вид рода Коричник (Cinnamomum) семейства Лавровые (Lauraceae).

## Ботаническое описание

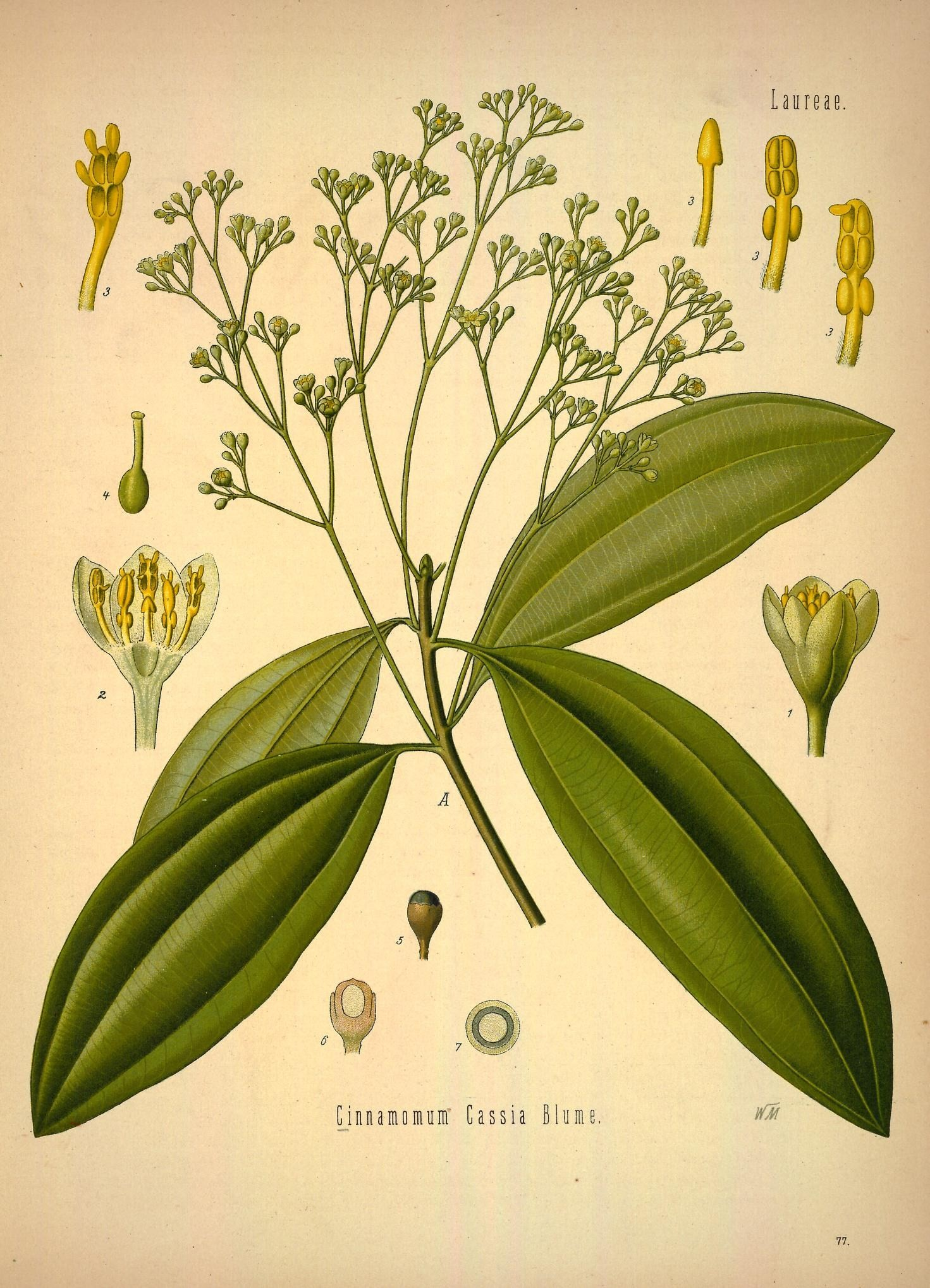

Вечнозелёное дерево высотой до 15 м.
Листья широкоовальные, цельнокрайные, кожистые, с верхней стороны блестяще-зелёные, очередные, с углубленными главными жилками, с нижней стороны — синевато-зелёные, покрытые короткими мягкими волосками, супротивные, поникшие, на коротких черешках.
Цветки мелкие, собранные в метельчатые соцветия, желтовато-белые, с простым раздельнолепестным околоцветником о 6 долях, с двумя рядами тычинок. Завязь верхняя.
Плод — ягода.

## Распространение и экология
Коричник китайский родом из Южного Китая и Индокитая, однако как источник пряности кассия он культивируется на Яве, Суматре и Шри-Ланке.

## Химический состав
Кассия содержит кумарин. В коре содержится 1—2 % эфирного масла, состоящего главным образом из альдегида коричной кислоты (около 90 %), а также немного дубильных веществ.
Запах коры ароматный, приятный, вкус сладковатый, пряный и слегка вяжущий.

## Значение и применение

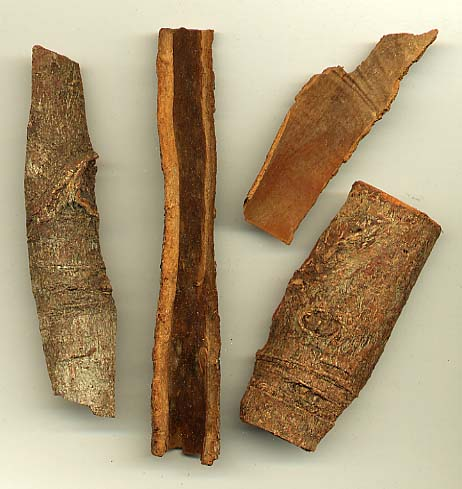
Пластины коры

Корица известна с далёкой древности. Она высоко ценилась среди древних народов, и поэтому её часто преподносили в дар только монархам и другим властителям. Корица импортировалась в Древний Египет из Китая до 2 тысячелетия до н. э..
О корице и кассии упоминается в книгах Библии. В Исх. 30:23-24, когда Моисею сказано использовать сладкую корицу (ивр. קִנָּמוֹן‎, qinnāmôn) и кассию, и в Прит. 7:17-18, где говорится о том, как женщина «спальню мою надушила смирною, алоэ и корицею». Кассия также упомянута в Пс. 44:9 и Иез. 27:19 среди драгоценных товаров. Дерево росло не только в Индии, но и в Аравии и составляло некогда очень значительный предмет ввоза в городе Тир.
О кассии также пишет Геродот, упоминающий о том, что феникс строит гнёзда из корицы и кассии. Корицу часто использовали на погребальных кострах в Древнем Риме, а император Нерон по некоторым свидетельствам сжёг годовой запас корицы на похоронах своей жены Поппеи Сабины в 65 н. э.

### Хозяйственное значение
Из коры коричника китайского получают пряность — кассию. Кассия часто продаётся как самостоятельная пряность, либо под названием корица, однако её аромат резче настоящей корицы. Отличить кассию от корицы просто — корица светлее и закручена всегда с обоих концов — в поперечном разрезе завитки напоминают бараньи рога. Кассия либо не закручена вовсе, либо с одной стороны. Она более серая и грубая, твёрдая, практически не мелется электрокофемолкой.

### Медицинское применение
Коричник китайский используется в китайской народной медицине.
В качестве лекарственного средства используют кору коричника китайского (лат. Cortex Cinnamomi cassiae), имеющую коммерческое название корица китайская; применяют для улучшения пищеварения.
Спиртовой экстракт коричника китайского активен в отношении различных грамположительных и грамотрицательных бактерий, оказывает губительное действие на туберкулёзные палочки и вирусы.

## Таксономия
Вид Коричник китайский входит в род Коричник (Cinnamomum) семейства Лавровые (Lauraceae) порядка Лавроцветные (Laurales).
|  |                                      |  |                                                             |                                                             |                    |  | ещё 6 семейств (согласно Системе APG II) | ещё 6 семейств (согласно Системе APG II) |                        |  |  |  | свыше 300 видов |
|  |                                      |  |                                                             |                                                             |                    |  | ещё 6 семейств (согласно Системе APG II) | ещё 6 семейств (согласно Системе APG II) |                        |  |  |  | свыше 300 видов |
|  |                                      |  |                                                             | порядок Лавроцветные                                        |                    |  |                                          |                                          | род Коричник           |  |  |  |                 |
|  |                                      |  |                                                             | порядок Лавроцветные                                        |                    |  |                                          |                                          | род Коричник           |  |  |  |                 |
|  | отдел Цветковые, или Покрытосеменные |  |                                                             |                                                             | семейство Лавровые |  |                                          |                                          | вид Коричник китайский |  |  |  |                 |
|  | отдел Цветковые, или Покрытосеменные |  |                                                             |                                                             | семейство Лавровые |  |                                          |                                          |                        |  |  |  |                 |
|  |                                      |  | ещё 44 порядка цветковых растений (согласно Системе APG II) | ещё 44 порядка цветковых растений (согласно Системе APG II) |                    |  |                                          | ещё около 55 родов                       | ещё около 55 родов     |  |  |  |                 |
|  |                                      |  |                                                             | ещё 44 порядка цветковых растений (согласно Системе APG II) |                    |  |                                          |                                          | ещё около 55 родов     |  |  |  |                 |